# صفوت كمال
صفوت كمال محمد، كاتب وباحث مصري، ومن رواد علم المأثورات الشعبية (الفولكلور) في الوطن العربي، ولد في سبتمبر 1931، وتوفى 19 مارس 2009. أشرف وناقش الرسائل العلمية ضمن المجال الثقافي في العديد من الجامعات المصرية.

## المؤهلات العلمية
- ليسانس آداب، قسم الفلسفة، جامعة القاهرة، 1956م.

## التدرج الوظيفى
- مدرس مادة فنون بيئية بكلية الفنون التطبيقية.
- مدرس مادة الأساطير بكليات الفنون الجميلة بجامعتى القاهرة والإسكندرية.
- أول معد لبرنامج الفن الشعبي بالتليفزيون المصري.
- عمل بمصلحة الفنون ورئيسا للسكرتارية الفنية.
- أستاذ غير متفرغ لمادة علم الفولكلور ومناهج البحث بالمعهد العالى للفنون الشعبية وبعض معاهد أكاديمية الفنون.

## الهيئات التي ينتمي إليها
- عضو لجنة الفنون الشعبية في المجمع العربي للموسيقى في المؤتمرات الأول (طرابلس، 1971) والثاني (القاهرة، 1972) والثالث (الجزائر، 1973)، والثاني عشر (عمّان، 1993) والثالث عشر (دمشق ، 1995)، والمؤتمر الرابع عشر (عمّان، 1997) والمؤتمر الاستثنائي (عمّان، 1998) والمؤتمر الخامس عشر (الكسليك في لبنان، 1999).[2]
- عضو لجنة الدراسات التاريخية في المجمع العربي للموسيقى في المؤتمرات الأول (طرابلس، 1971) والثاني (القاهرة، 1972) والثالث (الجزائر، 1973).[2]
- عضو منظمة الفولكلور الدولية 1985.
- عضو لجنة الفنون الشعبية بالمجلس الأعلى للثقافة سابقًا.
- عضو المجالس القومية المتخصصة، شعبة الفنون 1986.
- عضو جمعية المأثورات الشعبية 1999.
- مقرر لجنة الفنون الشعبية بالمجلس الأعلى للثقافة حتى 2009.
- عضو الهيئة الإستشارية لمجلة (الثقافة الشعبية) في البحرين حتى وفاته.

## المؤتمرات التي شارك فيها
العديد من المؤتمرات العربية والدولية منذ عام 1958 حتى 1999 في الدول العربية والأوروبية والآسيوية.

## المؤلفات
له العديد من المؤلفات منها:
- مدخل لدراسة الفولكلور الكويتي، ط1، 1968.
- من عادات وتقاليد الزواج بالكويت 1972.
- الأمثال الكويتية المقارنة، بالاشتراك مع أحمد البشر الرومي، 1978.
- الحكايات الشعبية الكويتية، ط1 1985، ط2 1991.
- من فنون الغناء الشعبي المصري: مواويل وقصص غنائية شعبية، الهيئة المصرية العامة للكتاب ، 1994.
- التراث الشعبي وثقافة الطفل 1995.
- المأثورات الشعبية علم وفن 2000.
- من أساطير الخلق والزمن، القاهرة : الهيئة العامة لقصور الثقافة، 2001.[3]

وله العديد من الأبحاث المنشورة، كما شارك في الإشراف على عدد من الرسائل العلمية (ماجستير ودكتوراه).

## الجوائز والأوسمة
جائزة الدولة للتفوق في العلوم الاجتماعية من المجلس الأعلى للثقافة، عام 2003.